# Pilocrocis tortuosalis
Pilocrocis tortuosalis là một loài bướm đêm trong họ Crambidae.